# چارلی تنفیلد
چارلی تنفیلد (انگلیسی: Charlie Tanfield؛ زادهٔ ۱۷ نوامبر ۱۹۹۶) دوچرخه‌سوار پیست اهل بریتانیا است.
وی در مسابقات کشوری و بین‌المللی در مجموع برندهٔ ۲ مدال طلا، ۶ مدال نقره، ۵ مدال برنز شده است.